# Tyrifjorden
Tyrifjorden é o quinto maior lago da Noruega, com 137 km² de superfície, volume de 13 km³, 295 metros de profundidade máxima, e a 63 metros de altitude.
Fica no condado de Buskerud e as margens pertencem a Hole, Lier, Modum, e Ringerike.

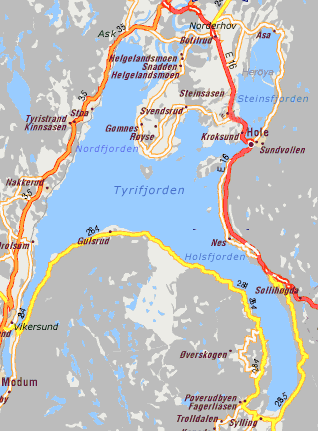
Mapa do lago